# آیرون سیتی (آلاباما)
آیرون سیتی (به انگلیسی: Iron City) یک منطقهٔ مسکونی در ایالات متحده آمریکا است که در شهرستان کلهون، آلاباما واقع شده‌است. آیرون سیتی ۲۲۸٫۹۱ متر بالاتر از سطح دریا قرار دارد.